# Guido Kosmehl
Guido Kosmehl (* 27. Juni 1975 in Leipzig) ist ein deutscher Politiker (FDP). Er ist seit 2021 Mitglied des Landtags von Sachsen-Anhalt, dem er bereits von 2002 bis 2011 angehörte.

## Leben und Beruf
Nach dem Abitur 1994 begann Guido Kosmehl 1995 ein Studium der Rechtswissenschaft an der Universität Leipzig. 1999 legte er sein 1. Staatsexamen ab. Von 1999 bis 2001 folgten Referendariat und 2. Staatsexamen. Bis 2003 war Guido Kosmehl wissenschaftlicher Mitarbeiter an der Juristenfakultät der Universität Leipzig.

## Partei
Guido Kosmehl ist 1993 in die FDP eingetreten. Er ist Vorsitzender des Kreisverbandes Anhalt-Bitterfeld der FDP, Vorsitzender der „Liberalen Juristen“ in Sachsen-Anhalt, Mitglied des FDP-Landesvorstands und stellvertretender Vorsitzender des Landesfachausschusses Innen und Recht. 2006 wurde er zum Vorsitzenden der Grundsatzkommission des FDP-Landesverbandes ernannt, die 2008 ein neues Grundsatzprogramm unter dem Titel „Zukunftsland Sachsen-Anhalt“ vorlegte.

## Öffentliche Ämter
Guido Kosmehl war von 2002 bis März 2011 Abgeordneter im Landtag von Sachsen-Anhalt und bis 2006 Stellvertretender Fraktionsvorsitzender der FDP. Im September 2004 wurde Guido Kosmehl vom Landtag des Landes Sachsen-Anhalt zum stellvertretenden Mitglied im Ausschuss der Regionen (AdR) der Europäischen Union benannt.
Guido Kosmehl war Sprecher für Innenpolitik, Bundes- und Europaangelegenheiten der FDP-Landtagsfraktion und betreute als Abgeordneter Anhalt-Bitterfeld, Burgenland, Dessau-Roßlau. 
Guido Kosmehl war von 2004 bis 2007 Mitglied des Kreistages des Kreises Bitterfeld.
Bei der Landtagswahl 2021 kandidierte Kosmehl aus Platz 5 der FDP-Landesliste und zog über diesen in den Landtag ein, da die FDP bei der Wahl wieder über die Fünf-Prozent-Hürde kam.